# Cicles de cançons de Schubert

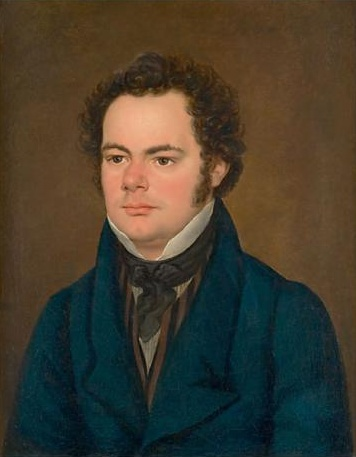
Retrat de Franz Schubert per Franz Eybl (1827)

Franz Schubert compongué diversos cicles de cançons. Els seus cicles més coneguts, com Die schöne Müllerin i Winterreise, es basen en poemes independents que tenen un tema i una narrativa comuna. Altres cicles de cançons es basen en extractes consecutius de la mateixa obra literària: "Ave Maria" de Schubert és una part de cicle de cançons basades en extractes d'un mateix poema, en aquest cas de Walter Scott.
Quan els poemes d'un grup de cançons té una connexió comuna, han estat agrupats amb un sol número Deutsch, tot i que no hi hagi una narrativa comuna. La col·lecció és qualificada més com a conjunt de cançons que no pas com a cicle de cançons. Alguns dels cicles de cançons de Schubert contenen tant Lieder (per a veu sola) com parts songs (cançons a veus). Tanmateix, sempre hi ha un acompanyament de piano.

## Don Gayseros
D 93, cicle de cançons Don Gayseros per a veu i piano (1815?):
1. "Don Gayseros I" ['Don Gayseros, wunderlicher, schöner Ritter']
2. "Don Gayseros II" ['Nächtens klang die süße Laute'] (fragment?)
3. "Don Gayseros III" ['An dem jungen Morgenhimmel'] (fragment?)

## Gesänge des Harfners aus "Wilhelm Meister"
Gesänge des Harfners aus "Wilhelm Meister" (Les cançons de l'arpista de Wilhelm Meister), D 478 és un cicle de cançons per a veu i piano, publicat primer el 1822 com a Op. 12. Els textos del cicle provenen de l'obra Wilhelm Meister's Apprenticeship de Goethe.
1. "Wer sich der Einsamkeit ergibt" ("Harfenspieler I" 2n arranjament; 2a versió – 1822?)
2. "Wer nie sein Brot mit Tränen aß", anteriorment D 480 ("Harfenspieler III", 3r arranjament – 1822)
3. "An die Türen will ich schleichen", anteriorment D 479 ("Harfenspieler II", 2a versió – 1822?)

Arranjaments i versions alternatives dels textos de "Harfenspieler":
- "Wer sich der Einsamkeit ergibt":
  - D 325 "Harfenspieler" (1815, 1r arranjament)
  - D 478 "Harfenspieler I" (1816, 1a versió de 2n arranjament; 2a versió modificada)
- "An die Türen will ich schleichen":
  - D 478 (anteriorment D 479) "Harfenspieler II" (1816, 1a versió; 2a versió modificada)
- "Wer nie sein Brot mit Tränen aß":
  - D 478 (anteriorment D 480) "Harfenspieler III" (1816, 1r i 2n arranjament; versió modificada del 3r arranjament)

## Vier Canzonen
D 688, cicle de cançons Vier Canzonen per a veu i piano (1820):
1. "Non t'accostar all'urna"
2. "Guarda, che bianca luna"
3. "Da quel sembiante appresi"
4. "Mio ben, ricordati"

## Die schöne Müllerin
Op. 25 – D 795, Cicle de cançons Die schöne Müllerin per a veu i piano (1823):
1. "Das Wandern" ['Das Wandern ist des Müllers Lust']
2. "Wohin?" ['Ich hört’ ein Bächlein rauschen']
3. "Halt!" ['Eine Mühle seh’ ich blinken']
4. "Danksagung an den Bach" ['War es also gemeint']
5. "Am Feierabend" ['Hätt’ ich tausend Arme zu rühren']
6. "Der Neugierige" ['Ich frage keine Blume']
7. "Ungeduld" ['Ich schnitt’ es gern in alle Rinden ein']
8. "Morgengruß" ['Guten Morgen, schöne Müllerin']
9. "Des Müllers Blumen" ['Am Bach viel kleine Blumen stehn' ']
10. "Tränenregen" ['Wir saßen so traulich beisammen']
11. "Mein!" ['Bächlein, laß dein Rauschen sein']
12. "Pause" ['Meine Laute hab’ ich gehängt an die Wand']
13. "Mit dem grünen Lautenbande" ['Schad' um das schöne grüne Band']
14. "Der Jäger" ['Was sucht denn der Jäger']
15. "Eifersucht und Stolz" ['Wohin so schnell']
16. "Die liebe Farbe" ['In Grün will ich mich kleiden']
17. "Die böse Farbe" ['Ich möchte zieh’n in die Welt hinaus']
18. "Trockne Blumen" ['Ihr Blümlein alle']
19. "Der Müller und der Bach" ['Wo ein treues Herze']
20. "Des Baches Wiegenlied" ['Gute Ruh’, gute Ruh’ ']
D 795, versions alternatives:
11. "Mein!" ['Bächlein, laß dein Rauschen sein'] (versió modificada)
13. "Mit dem grünen Lautenbande" ['Schad' um das schöne grüne Band'] (versió modificada)
18. "Trockne Blumen" ['Ihr Blümlein alle'] (versió modificada)
19. "Der Müller und der Bach" ['Wo ein treues Herze'] (versió modificada)

## Set cançons de laLady of the Lakede Walter Scott
Op. 52, Sieben Gesänge aus Walter Scotts "Fräulein am See" (Set cançons de la Dama del Llac de Walter Scott):
1. D 837, Cançó "Ellens Gesang I" ['Raste, Krieger, Krieg ist aus'] per a veu i piano (1825)
2. D 838, Cançó "Ellens Gesang II" ['Jäger, ruhe von der Jagd!'] per a veu i piano (1825)
3. D 835, Quartet "Bootgesang" ['Triumph, er naht'] per a dos tenors, dos baixos i piano (1825)
4. D 836, Chorus "Coronach (Totengesang der Frauen und Mädchen)" ['Er ist uns geschieden'] per a cor de dones i piano, Totengesang der Frauen und Mädchen (1825)
5. D 846, Cançó "Normans Gesang" ['Die Nacht bricht bald herein'] per a veu i piano (1825)
6. D 839, Cançó "Ellens Gesang III (Hymne an die Jungfrau)" ['Ave Maria! Jungfrau mild'] per a veu i piano, Ave Maria o Hymne an die Jungfrau (1825)
7. D 843, Cançó "Lied des gefangenen Jägers" ['Mein Roß so müd'] per a veu i piano (1825)

## Dues escenes del joc "Lacrimas"
Op. posth. 124 – D 857, Dues cançons Zwei Szenen aus dem Schauspiel "Lacrimas" per a veu i piano (1825):
1. "Lied der Delphine" ['Ach, was soll ich beginnen vor Liebe?']
2. "Lied des Florio" ['Nun, da Schatten niedergleiten']

## Vier Refrainlieder
Op. 95 – D 866, cicle de cançons Vier Refrainlieder per a veu i piano (1828?):
1. "Die Unterscheidung" ['Die Mutter hat mich jüngst gescholten']
2. "Bei dir allein" ['Bei dir allein empfind ich, daß ich lebe']
3. "Die Männer sind méchant" ['Du sagtest mir es, Mutter']
4. "Irdisches Glück" ['So mancher sieht mit finstrer Miene']

## Cançons deWilhelm Meister
Op. 62 – D 877, cicle de cançons Gesänge aus "Wilhelm Meister" (1826):
Op. 62 – D 877, cicle de cançons Gesänge aus "Wilhelm Meister" (1826):
1. "Mignon und der Harfner" ['Nur wer die Sehnsucht kennt'] per a 2 veus i piano (5è arranjament)
2. "Lied der Mignon" ['Heiß mich nicht reden, heiß mich schweigen'] per a veu i piano (2n arranjament)
3. "Lied der Mignon" ['So laßt mich scheinen, bis ich werde'] per a veu i piano (3r arranjament)
4. "Lied der Mignon" ['Nur wer die Sehnsucht kennt'] per a veu i piano (6è arranjament)
D 877, versions alternatives:
2. "Lied der Mignon" ['Heiß mich nicht reden, heiß mich schweigen'] per a veu i piano (2n arranjament, versió modificada)

## Tres cançons
Op. 83 – D 902, "Drei Gesänge" per a baix i piano (1827):
1. "L'incanto degli occhi; Die Macht der Augen" ['Da voi, cari lumi'; 'Nur euch, schöne Sterne'] (2nd arranjament)
2. "Il traditor deluso; Der getäuschte Verräter" ['Ahimè, io tremo!'; 'Weh mir, ich bebe!']
3. "Il modo di prender moglie; Die Art ein Weib zu nehmen" ['Orsù! non ci pensiamo'; 'Wohlan! und ohne Zagen']

## Winterreise
Op. 89 – D 911, cicle de cançons Winterreise per a veu i piano (1827):
1. "Gute Nacht" ['Fremd bin ich eingezogen']
2. "Die Wetterfahne" ['Der Wind spielt mit der Wetterfahne']
3. "Gefror’ne Tränen" ['Gefror’ne Tropfen fallen']
4. "Erstarrung" ['Ich such’ im Schnee vergebens']
5. "Der Lindenbaum" ['Am Brunnen vor dem Tore']
6. "Wasserflut" ['Manche Trän' aus meinen Augen']
7. "Auf dem Flusse" ['Der du so lustig rauschtest'] (2a versió)
8. "Rückblick" ['Es brennt mir unter beiden Sohlen']
9. "Irrlicht" ['In die tiefsten Felsengründe']
10. "Rast" ['Nun merk’ ich erst, wie müd ich bin'] (2a versió)
11. "Frühlingstraum" ['Ich träumte von bunten Blumen'] (2a versió)
12. "Einsamkeit" ['Wie eine trübe Wolke']
13. "Die Post" ['Von der Straße her ein Posthorn klingt']
14. "Der greise Kopf" ['Der Reif hat einen weißen Schein']
15. "Die Krähe" ['Eine Krähe war mit mir aus der Stadt gezogen']
16. "Letzte Hoffnung" ['Hie und da ist an den Bäumen']
17. "Im Dorfe" ['Es bellen die Hunde']
18. "Der stürmische Morgen" ['Wie hat der Sturm zerrissen']
19. "Täuschung" ['Ein Licht tanzt freundlich vor mir her']
20. "Der Wegweiser" ['Was vermeid' ich denn die Wege']
21. "Das Wirtshaus" ['Auf einen Totenacker hat mich mein Weg gebracht']
22. "Mut" ['Fliegt der Schnee mir ins Gesicht'] (2a versió)
23. "Die Nebensonnen" ['Drei Sonnen sah ich'] (2a versió)
24. "Der Leiermann" ['Drüben hinterm Dorfe steht ein Leiermann']
D 911, versions alternatives:
7. "Auf dem Flusse" ['Der du so lustig rauschtest'] (1a versió)
10. "Rast" ['Nun merk’ ich erst, wie müd ich bin'] (1a versió)
11. "Frühlingstraum" ['Ich träumte von bunten Blumen'] (1a versió)
22. "Mut" ['Fliegt der Schnee mir ins Gesicht'] (1a versió)
23. "Die Nebensonnen" ['Drei Sonnen sah ich'] (1a versió)

## Schwanengesang
D 957. No és un cicle de cançons, sinó una col·lecció compilada per l'editor. 13 Lieder nach Gedichten von Rellstab und Heine per a veu i piano, el 1828. El va titular Schwanengesang (El cant del cigne), amb "Die Taubenpost" com la 14a cançó que fou afegida al cicle. Les primeres set cançons del cicle són poemes de Ludwig Rellstab, el els altres sis poemes de Heinrich Heine. "Die Taubenpost" és un poema de Johann Gabriel Seidl, presumiblement la darrera cançó composta de Schubert, va ser afegida al cicle per l'editor.
1. "Liebesbotschaft" ['Rauschendes Bächlein, so silber und hell']
2. "Kriegers Ahnung" ['In tiefer Ruh liegt um mich her']
3. "Frühlingssehnsucht" ['Säuselnde Lüfte wehen so mild']
4. "Ständchen" ['Leise flehen meine Lieder'], Serenade (versió original i modificada)
5. "Aufenthalt" ['Rauschender Strom, brausender Wald']
6. "In der Ferne" ['Wehe dem Fliehenden']
7. "Abschied" ['Ade! du muntre, du fröhliche Stadt']
8. "Der Atlas" ['Ich unglückselger Atlas']
9. "Ihr Bild" ['Ich stand in dunkeln Träumen']
10. "Das Fischermädchen" ['Du schönes Fischermädchen']
11. "Die Stadt" ['Am fernen Horizonte']
12. "Am Meer" ['Das Meer erglänzte weit hinaus']
13. "Der Doppelgänger" ['Still ist die Nacht, es ruhen die Gassen']
14. "Die Taubenpost"

## Auf den wilden Wegen
Auf den wilden Wegen: songs from the Poetisches Tagebuch of Ernst Schulze és la proposta de Johnson Schubert per agrupar deu arranjaments de poemes d'Ernst Schulze, Poetisches Tagebuch, en un cicle de cançons sol:
1. D 853 – "Auf der Bruck" ("Auf der Brücke")
2. D 862 – "Um Mitternacht"
3. D 874 – "O Quell, was strömst du rasch und wild" (completada per Reinhard van Hoorickx)
4. D 861 – "Der liebliche Stern"
5. D 876 – "Im Jänner 1817 (Tiefes Leid)"
6. D 834 – "Im Walde"
7. D 882 – "Im Frühling"
8. D 883 – "Lebensmut"
9. D 884 – "Über Wildemann"
10. D 860 – "An mein Herz"